# Ruanda-Urundi
Ruanda-Urundi byla v letech 1916–1924 kolonií Belgie ve střední Africe. V letech 1924–1946 byla pod dohledem Společnosti národů a poté až do roku 1962 pod kontrolou OSN, kdy se rozdělila na dva nástupnické státy – Rwandu a Burundi. Metropolí byla Bujumbura.

## Historie

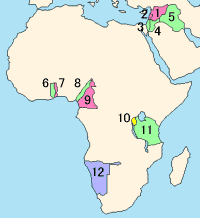
Území pod dohledem Společnosti národů:
1. Francouzský mandát v Sýrii
2. Francouzský mandát v Libanonu
3. Britský mandát v Palestině
4. Britský mandát v Zajordánsku
5. Britský mandát v Iráku
6. Britské Togo
7. Francouzské Togo
8. Britský Kamerun
9. Francouzský Kamerun
10. Belgický mandát v Ruandě-Urundi
11. Britský mandát v Tanganice
12. Jihozápadní Afrika pod správou Jihoafrické unie

Území do té doby nezávislé rwandské monarchie a Burundi bylo na přelomu 19. a 20. století anektováno Německem a připojeno k Německé východní Africe. Německá přítomnost v oblasti byla minimální.
V roce 1916 byla oblast dobyta ze sousedního Konga Belgičany. Versaillský mír poté celou do té doby Němci ovládanou oblast Tanganiky přiřkl Velké Británii, kdežto území Ruandy – Urundi připadlo pod správu Belgičanů, kteří oblast oficiálně nazývali Belgická východoafrická okupační teritoria. Roku 1924 dozor nad belgickou správou převzala Společnost národů.
Belgičané převzali vládu do svých rukou důsledněji, než Němci před nimi, belgický vliv byl nejpatrnější v dnešní Rwandě. Navzdory pravidlům mandátu správců Společnosti národů Belgičané v teritoriu začali praktikovat stejnou „plundrovací“ politiku, na jakou byli zvyklí z Belgického Konga. Na mezinárodní scéně začali prosazovat své nároky na využívání zdejšího přírodní bohatství a jeho vyvážení do Evropy. Ono bohatství spočívalo především v rozsáhlých kávových plantážích, rozkládajících se ve zdejší úrodné vulkanické půdě. Obyvatelstvo bylo zdaněno a přinuceno plantáže obdělávat.
K prosazení svých plánů neváhali Belgičané použít sílu. Obyvatelstvo se skládalo z menšinových, leč vládnoucích Tutsiů a většinových Hutuů. Belgičtí koloniální úředníci začali uplatňovat rasistickou politiku a začali zvýhodňovat Tutsie v přesvědčení, že Tutsiové jsou Hutům nadřazeni. Zatímco v předkoloniálních dobách hráli Hutové v zemi významnou roli, tak Belgičané zjednodušeně vytvořili sociální vrstvy, vystavěné na rasových základech. Hněv a nenávist utlačovaných Hutů se stále více zaměřovala proti okupanty podporovaným Tutsiům. Toto společenské uspořádání hrálo o několik desetiletí později velkou roli ve vztazích mezi oběma národy.
V roce 1946 převzala kontrolu nad územím od Společnosti národů Organizace spojených národů. To zahrnovalo slib, že Belgie připraví svou kolonii na nezávislost, Belgičané si však uvědomovali, že realizovat takový plán by trvalo několik desetiletí.
Nezávislost nakonec přišla jako výsledek událostí, které se valnou většinou odehrály mimo území Ruandy-Urundi. V roce 1950 dorazil sen o nezávislosti do Belgického Konga a koloniální páni dospěli k názoru, že udržet tak velké území není v jejich možnostech. O deset let později, v roce 1960 získal velký soused Ruandy-Urundi (Kongo) nezávislost na Belgii. 1. července 1962, po dvou letech spěšných příprav byly na území kolonie vyhlášeny nezávislé státy Rwanda a Burundi. K úplnému rozdělení však byly zapotřebí ještě další dva roky.

## Koloniální správa

Mapa belgického koloniálního impéria

### Královský komisař
- Alfred Frédéric Gérard Marzorati (1922–1926)

### Viceguvernéři
- Louis Joseph Postiaux (1926–1930)
- Charles Henri Joseph Voisin (1930–1932)
- G. Mortehan (1932)
- Eugène Jacques Pierre Louis Jungers (1932–1946)